# Sting de Chicago
Les Sting de Chicago (en anglais : Chicago Sting) étaient une équipe professionnelle de football basée à Chicago (Illinois, États-Unis) entre 1975 et 1988. Les Sting ont disputé le championnat de North American Soccer League de 1975 à 1984. Ils ont gagné le Soccer Bowl en 1981 et 1984.
Le club a été créé par Lee Stern. Le nom du club est issu du succès cinématographique de 1973, L'Arnaque (titre original : The Sting), dont l'action se déroule dans le Chicago des années 1930. Après la dissolution de la NASL en 1984, le club montera une équipe intérieure qui participera jusqu'en 1988 à la Major Indoor Soccer League.

## Bilan saison par saison
| Année | V-D   | Saison régulière                            | Playoffs                  |
| ----- | ----- | ------------------------------------------- | ------------------------- |
| 1975  | 12-10 | 2e, Central Division                        | Pas qualifié              |
| 1976  | 15-9  | 1er, Northern Division, Atlantic Conference | Champion de division      |
| 1977  | 10-16 | 4e, Northern Division, Atlantic Conference  | Pas qualifié              |
| 1978  | 12-18 | 2e, Central Division, American Conference   | Premier tour              |
| 1979  | 16-14 | 2e, Central Division, American Conference   | Demi-finale de conférence |
| 1980  | 21-11 | 1er, Central Division, American Conference  | Premier tour              |
| 1981  | 23-9  | 1er, Central Division                       | Champion NASL             |
| 1982  | 13-19 | 4e, Eastern Division                        | Pas qualifié              |
| 1983  | 15-15 | 2e, Eastern Division                        | Quart-final               |
| 1984  | 13-11 | 1er, Central Division                       | Champion NASL             |

Football en salle

| Saison | Ligue | V-D   | Saison régulière      | Playoffs     |
| ------ | ----- | ----- | --------------------- | ------------ |
| 80/81  | NASL  | 13-5  | 1er, Central Division | Finaliste    |
| 81/82  | NASL  | 12-6  | 1er, Central Division | Premier tour |
| 82/83  | MISL  | 28-20 | 3e, Eastern Division  | Premier tour |
| 83/84  | NASL  | 20-12 | 2e                    | Premier tour |
| 84/85  | MISL  | 28-20 | 2e, Eastern Division  | Premier tour |
| 85/86  | MISL  | 23-25 | 6e, Eastern Division  | Pas qualifié |
| 86/87  | MISL  | 23-29 | 5e, Eastern Division  | Pas qualifié |
| 87/88  | MISL  | 24-32 | 5e, Eastern Division  | Pas qualifié |

## Anciens joueurs
- Dick Advocaat
- Horst Blankenburg
- Willie Morgan (1977)
- Mervyn Cawston (1975-78)
- Cho Young-jeung
- Eddie Cliff (1975-76)
- Geoff Davies (1976)
- Karl-Heinz Granitza (1978-88)
- Clive Griffiths (1975-79)
- Gordon Hill (1975/1982)
- Gerry Ingram (1978-79)
- Jimmy Kelly (1976-78)
- Jim McCalliog (1977)
- Duncan McKenzie (1982)
- Ronnie Moore (1977)
- Derek Spalding (1978-82)
- Hans Weiner (1982-84)
- Peter Ressel (1979)